# No Good Read Goes Unpunished
"No Good Read Goes Unpunished" é o décimo quinto episódio da vigésima nona temporada da série animada Os Simpsons, e o 633.º no total. Foi ao ar nos Estados Unidos pela FOX em 8 de abril de 2018.

## Enredo
Depois que a Marge força todos a entregarem seus aparelhos eletrônicos, a família faz uma viagem a uma livraria. Lá, Bart descobre que ele pode usar o livro A Arte da Guerra para manipular Homer em permitir que ele vá para uma convenção de Tunnelcraft. Homer lê o livro para manipular Bart, agindo como Ned Flanders.
Enquanto isso, Marge compra um livro antigo que costumava ser seu favorito na esperança de lê-lo para Lisa, mas percebe que é culturalmente ofensivo. Marge decide editar a história para diminuir os estereótipos ofensivos e clichês, mas depois que ela lê para Lisa, as duas concordam que perdeu o significado. Lisa decide trazer Marge para a Universidade de Springfield, onde lhe dizem que os críticos modernos leem o livro como uma sátira de conformidade subversiva. No entanto, Marge não está totalmente convencida.

## Recepção
Dennis Perkins do The A.V. Club deu a este episódio um D +, afirmando: "Irritante em vários níveis simultâneos, 'Não é bom ler vai impune' seria mais incômodo se fosse mais memorável. Ainda é muito incômodo. Vamos chegar aos problemas laterais atualmente, mas, homem, é este episódio sem graça, não de uma forma ofensiva, ou mesmo desastrosa, mas na sua absoluta falta de piadas que chegam a qualquer tipo de riso.O roteiro comete alguns dos pecados dos Simpsons, mas mais do que qualquer outro. outra, é apenas comicamente inerte, a história não avança, ela se assemelha como Homer em uma rede e cambaleia Havia uma - e apenas uma - piada que despertou ao menos a esperteza, se não a risada. a roda da campanha de manipulação de arte inspirada por Bart na Guerra, a traseira de Wiggum. Produzindo um balão, supostamente para um teste de sobriedade, Wiggum faz Homer fazer um coelho e depois o arrasta para proporcionar entretenimento à festa de aniversário de Ralph.
"No Good Read Goes Unpunished" marcou uma classificação de 0,9 com uma quota de 4 e foi assistido por 2,15 milhões de pessoas, tornando-se o programa mais assistido da noite da Fox.

## Alusão comThe Problem with Apu
O episódio faz alusão ao documentário de 2017, The Problem with Apu, escrito e estrelado por Hari Kondabolu, que abordou as questões em torno dos estereótipos raciais vistos no personagem Simpsons, Apu Nahasapeemapetilon. Enquanto uma foto emoldurada de Apu fica em primeiro plano, Lisa se vira para o público e diz: "Algo que começou há décadas e foi aplaudido e inofensivo agora está politicamente incorreto. O que você pode fazer?" Marge responde: "Algumas coisas serão tratadas em uma data posterior". Lisa acrescenta: "Se em tudo." Kondabolu ficou desapontado que o programa reduziu a "conversa maior sobre a representação de grupos marginalizados" do filme em uma queixa específica, vocalizada por Lisa, de que a personagem é "politicamente incorreta". Mais tarde naquela semana, Al Jean afirmou que tentaria "tentar encontrar uma resposta que seja popular e mais importante, certo".